# Auron (rzeka)
Auron – rzeka we Francji, przepływająca przez tereny departamentów Allier oraz Cher, o długości 76,9 km. Stanowi lewy dopływ rzeki Yèvre. 
Auron przebiega przez gminy: Annoix, Bannegon, Bessais-le-Fromental, Bourges, Charenton-du-Cher, Dun-sur-Auron, Parnay, Plaimpied-Givaudins, Saint-Denis-de-Palin, Saint-Just, Soye-en-Septaine, Thaumiers, Vernais.